# Acanthodelta infinita
Acanthodelta infinita là một loài bướm đêm trong họ Noctuidae.